# Anna van Montenegro

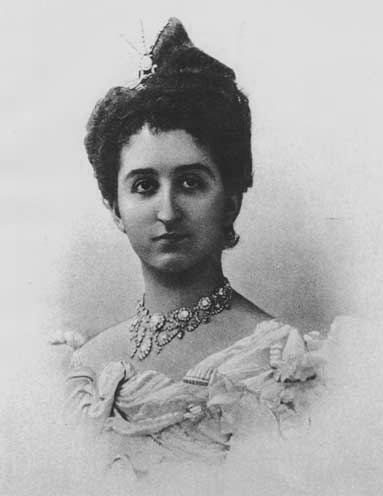
Anna van Montenegro

Anna Petrović-Njegoš (Servisch: Ана Петровић-Његош), (Cetinje, Montenegro, 18 augustus 1874 – Montreux, 22 april 1971), prinses van Montenegro, was de dochter van Nicolaas I van Montenegro en diens echtgenote Milena Vukotić. 
Prinses Anna kwam uit een gezin met twaalf kinderen. Vanwege haar vaders huwelijkspolitiek was Anna verwant aan Peter I van Joegoslavië, Nicolaas I van Rusland, Maximiliaan van Leuchtenberg, Adolf Frederik V van Mecklenburg-Strelitz en Victor Emanuel III van Italië. 
Zelf trouwde ze op 19 mei 1897 met prins Frans Jozef van Battenberg, zoon van prins Alexander van Hessen en gravin Julia Hauke. Hun huwelijk bleef kinderloos. Anna en Frans Joseph werden begraven in Schaffhausen, Zwitserland, op de begraafplaats ‘Waldfriedhof’.